# Аль Бано и Ромина Пауэр
Аль Ба́но и Роми́на Па́уэр (итал. Al Bano &  Romina Power) — итальянский дуэт. В 1975—1998 годах был семейным. Завоевал мировую популярность в начале-середине 1980-х годов, благодаря хитам «Sharazan», «Felicità», «Ci sarà», «Libertà» и другим. В 1984 году выиграли главный приз фестиваля в Сан-Ремо с песней «Ci sarà» (рус. «Так будет»).

## История
Аль Бано (настоящее имя Альбано Карризи) родился 20 мая 1943 года в Италии в городе Челлино Сан Марко в семье крестьян. Ромина Пауэр родилась 2 октября 1951 года в Голливуде (США) в семье американских актёров Линды Кристиан и Тайрона Пауэра.
Альбано и Ромина познакомились на съёмках фильма «На солнце» (итал. Nel sole), снятого по мотивам песни «Nel sole» в 1967 году. Спустя три года дуэт записал свою первую песню «Storia di due innamorati».
26 июля 1970 года состоялась свадьба Аль Бано и Ромины. В том же году появилась на свет первая дочь супругов — Иления (полное имя Иления Мария Соле Карризи). Спустя три года в молодой семье рождается сын Яри.
Первый совместный диск «Dialogo» («Atto 1») вышел в 1975 году.
В 1976 году дуэт представлял Италию на конкурсе песни Евровидение с песней «We’ll Live It All Again» и занял седьмое место. В 1980 году дуэт занял так же седьмое место на Международном Фестивале Yamaha в Токио с композицией «Amarci É».
Широкую интернациональную известность дуэт получает в ноябре 1981 года с песней «Sharazan», которая появляется во главе хит-парадов многих стран не только Европы, но и Латинской Америки.
В 1982 году Аль Бано и Ромина участвуют в фестивале Сан-Ремо с песней «Felicità», где занимают второе место после Риккардо Фольи.
Певцам принадлежит абсолютный рекорд в итальянском хит-параде в марте 1982 года — 4 песни одновременно.
Далее успех усиливается выходом таких хитов с одноимённых альбомов как «Felicità» (1982) (премия Golden Globe, полученная в Германии за продажи 6 000 000 копий сингла), «Sempre sempre» (1986), «Libertà» (1987), а также альбомом «Vincerai» (1991) — первым официальным сборником новых версий лучших песен дуэта, в который вошли и другие известные песни, такие как: «We’ll live it all again» (1976), «Sharazan» (1981), «Che Angelo Sei» (1982), «Tu soltanto tu» (1982), «Ci sarà» (1984), «Makassar» (1987).
Начиная с 1982 года все альбомы Аль Бано и Ромины дублировались ещё и на испанском языке, что принесло дуэту огромную популярность в Испании и странах Латинской Америки.
В 1984 году дуэт занимает первое место на фестивале в Сан-Ремо с песней «Ci sarà» (1984). В июне дуэт совершил визит в СССР для съёмок фильма «Волшебная белая ночь» в Ленинграде, а спустя два года приезжает с гастролями.
Повторно дуэт принял участие в Евровидении 1985 года с композицией «Magic, oh Magic» и вновь занял седьмое место. В том же 1985 рождается вторая дочь супругов Кристель. В 1987 году на свет появился их четвёртый ребёнок — Ромина-младшая. Счастливый отец назвал дочь в честь жены и матери — Ромина Иоланда Карризи (сокращённо Уга).
Дуэт выпускает свыше двадцати успешных альбомов и неоднократно занимает призовые места на фестивале в Сан-Ремо (в 1982, 1984, 1987, 1989 гг.).
В 1994 году в Новом Орлеане бесследно исчезла их старшая дочь Иления. После этого брак дал трещину.
До 1996 года было продано 65 миллионов копий дисков дуэта. Последнее совместное выступление дуэта, в рамках их совместной дискографии, состоялось в июне 1998 года.
В 1999 году Аль Бано и Ромина Пауэр официально разводятся.
Аль Бано Карризи продолжает свою карьеру как эстрадный певец, а Ромина Пауэр — художница, писательница и режиссёр собственных фильмов, переезжает в США.
В октябре 2013 года, в Москве, впервые за 15 лет, Аль Бано и Ромина Пауэр дали три совместных концерта, посвящённых 70-летию Аль Бано, с участием звёзд итальянской эстрады в Крокус Холле. С тех пор возобновляются их совместные выступления.
В 2015 году состоялся большой концерт Аль Бано и Ромины Пауэр в амфитеатре Вероны, на котором они исполнили свои лучшие хиты. На концерте выступили и другие звёзды итальянской эстрады. Позже, в Германии выходит альбом «The very best-live aus Verona», в который вошли 1 новая песня, 2 ранее опубликованные сольные песни, 3 ремейка и концертные версии хитов.
В июне 2017 года в Москве дали концерт в Государственном Кремлёвском дворце. Событие транслировалось по музыкальной радиостанции «Ретро FM». В ноябре того же года, Аль Бано объявил о завершении карьеры с 31 декабря 2018 года. В том же месяце вышел последний сборник песен дуэта «Magic Reunion Live», где были представлены концертные версии лучших хитов дуэта с момента воссоединения на сцене.
В октябре 2018 года в Москве состоялся большой юбилейный концерт Аль Бано и Ромины Пауэр в Государственном Кремлёвском дворце. Выступление было приурочено к 75-летию Аль Бано Карризи и 50-летию дуэта. Трансляция проходила на радиостанции «Ретро FM», а в мае 2019 года концерт был показан по «Первому каналу».
7 февраля 2020 года после выступления на фестивале в Сан-Ремо в качестве почетных гостей, где был представлен одноимённый сингл, вышел новый совместный студийный альбом дуэта «Raccogli l’attimo».

## Совместная дискография
Дискография включает также испаноязычные версии номерных альбомов.
- Atto I (1975 Libra)
- 1978 (1977 Libra)
- Aria Pura (1979 Libra)
- Sharazan — cantan en espannol (1981 Odeon/EMI)
- Felicità (1982 Baby/BMG)
- Felicidad (1982 Baby/Sunny)
- Che Angelo Sei (1982 Baby/BMG)
- Que Ángel Será — cantan en espannol (1983 Baby/Sunny)
- Effetto Amore (1984 Baby/BMG)
- Sempre Sempre (1986 WEA/Warner)
- Siempre Siempre (1986 WEA/Warner)
- Libertà! (1987 WEA/Warner)
- Libertad (1987 WEA/Warner)
- Fragile (1988 WEA/Warner)
- Fragile (Spanish) (1989 WEA Latina/Warner)
- Fotografia Di Un Momento (1990 WEA/Warner)
- Fotografía De Un Momento (1990 WEA Latina/Warner)
- Corriere Di Natale (1990 WEA/Warner)
- Weihnachten Bei Uns Zu Hause (1990 WEA/Warner)
- Navidad Ha Llegado (1991 WEA Latina/Warner)
- Le piu` belle canzoni (1991 WEA/Warner)
- Vincerai-their greatest hits (1991 WEA/Warner)
- Vencerás (1991 WEA Latina/Warner)
- Notte E Giorno (1993 WEA/Warner)
- El Tiempo De Amarse (1993 WEA/Warner)
- Emozionale (1995 WEA/Warner)
- Amor sogrado (1996 WEA/Warner)
- Ancora- Zugabe (1996 WEA/Warner)
- The very best-live aus Verona (2015 Al Bano Carrisi Production/Universal Music)
- Magic Reunion Live (2017 Sony Music/RCA)
- Raccogli l’attimo (2020 Sony Music)

## Видеография
- Волшебная белая ночь (итал. Una magica notte bianca) (1984)
- Autoritratto dalla A alla R (1991)
- L’autoritratto (1991)
- L’America perduta (1993)
- Unser Leben, unsere Familie, unsere Erfolge (1993)
- Una vita emozionale (1996)